# Али, Тарик
Тарик Али (урду طارق علی‎; англ. Tariq Ali; род. 21 октября 1943, Лахор, Пенджаб, Британская Индия) — британско-пакистанский писатель, историк, публицист, режиссёр, сценарист, левый общественный деятель троцкистского толка, член редакционного совета «New Left Review», регулярно пишет для «The Guardian», «CounterPunch» и «London Review of Books». Автор известных книг «Столкновение цивилизаций» (2002), «Буш в Вавилоне» (2003), «Беседы с Эдвардом Саидом» (2005), «Пираты Карибского моря: „Ось надежды“» (2006) и многих других.

## Биография
Тарик родился в Лахоре, в Британской Индии (теперь — территория Пакистана) в мусульманской семье. Сын журналиста Мазхар Али Хана и политической активистки Тахиры Мазхар Али Хан (дочь Сикандара Хайат-Хана, лидера Юнионистской мусульманской лиги и премьер-министра Пенджаба в 1937 году, сама вступившая в Коммунистическую партию). Был старшим из трех детей в семье.
Во время учёбы в Пенджабском университете Тарик Али был избран президентом Молодёжного студенческого союза, был организатором демонстрации против военной диктатуры в Пакистане. Дядя Тарика, начальник пакистанской военной разведки, посоветовал его родителям отправить сына за границу, так как ему грозила перспектива ареста.
В 1960 году родители отправили его учиться в Британию в Эксетер-колледж, Оксфорд, где он изучал философию, политику и экономику. Уже в 1965 году он был избран президентом Оксфордского союза — известнейшего дискуссионного клуба Британии, основанного в 1823 году.
Политическую известность Тарик Али приобретатет в период Вьетнамской войны — он возглавляет британское «Движение солидарности с Вьетнамом» (VSC), участвует в дебатах с такими фигурами, как Генри Киссинджер и Майкл Стюарт. В 1964 году он встречается с Малкольмом Икс, который в разговоре упомянул о своём предчувствии скорого покушения, а в 1967 году посещает Боливию, чтобы поддержать на суде Режи Дебре, соратника убитого Че Гевары. В результате, боливийские власти объявили «кубинским революционером» и самого Тарика Али.
К этому времени относится начало его критики внешней политики США и Израиля, особенно поддержки Соединёнными Штатами военных переворотов и диктатур в Пакистане. Во главе VSC Тарик Али занимался организацией демонстраций солидарности с вьетнамским народом. Акция 17 марта 1968 года, превосходившая подобные по массовости, была разогнана конной полицией с особой жестокостью. Мик Джаггер, свидетель и участник событий, посвятил Тарику Али песню Rolling Stones «Street Fighting Man». Песня Джона Леннона «Power to the People» была написана под впечатлением от интервью, данного им Тарику Али и Роберту Блэкберну.
Активный участник движения «новых левых» в 1960-е годы. Тогда же начинает печататься в журнале «New Left Review». Участие Тарика Али в революционном социалистическом движении начинается в 1968 году — он становится редактором журнала «The Black Dwarf» и присоединятеся к Международной марксистской группе (ММГ), британской секции Четвёртого интернационала. Вскоре Али входит в руководство ММГ и избирается в Международный исполком Объединенного секретариата Интернационала. На британских всеобщих выборах 1974 года Тарик Али выставлялся Группой кандидатом от избирательного округа в городе Шеффилд, графство Йоркшир.
В 1981 году ММГ вливается в Лейбористскую партию. Тарик Али отходит от революционного движения и начинает поддерживать Тони Бенна, тогдашнего лидера левого крыла Лейбористской партии.
Тарик Али является одним из основных критиков неолиберальной экономической модели. Он участвовал во Всемирном социальном форуме 2005 года в Порту-Алегри, Бразилия, на котором в числе 19 других известных деятелей антиглобалистского движения подписал «Манифест Порту-Алегри».

## Знаменитые книги
В 1980 году в соавторстве с Филом Эвансом выпускает книгу «Троцкий для начинающих».
В 1990 году Али издает сатирический роман «Redemption», повествующий о неспособности троцкистов предотвратить падение «социалистического лагеря». В книге пародировались многие известные фигуры троцкистского движения, включая Эрнеста Манделя, Теда Гранта, Тони Клиффа, Алекса Каллиникоса, Криса Хармана и Джерри Хили.
После атак 11 сентября 2001 года в Нью-Йорке и Вашингтоне выходит книга «Столкновение фундаментализмов: Крестовые походы, джихад и современность» (Clash of Fundamentalisms: Crusades, Jihads and Modernity; русское издание книги вышло под названием «Столкновение цивилизаций: Крестовые походы, джихад и современность»), в которой Тарик Али анализирует историю ислама, его культуру, появление и развитие в нём фундаменталистских тенденций, роль в этом ведущих капиталистических государств.
Книга «Буш в Вавилоне: Реколонизация Ирака», изданная в 2003 году, критикует американское вторжение в Ирак. Книга написана своеобразным стилем, в котором критическое эссе сочетается с поэтическим языком.

## Библиография

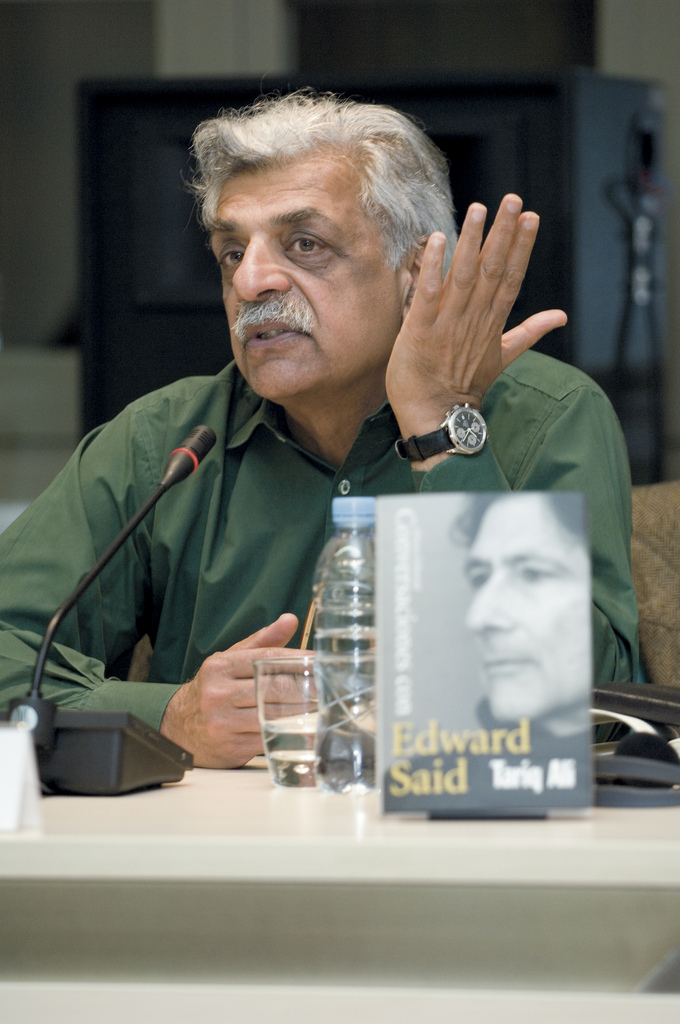
Тарик Али на презентации испанского перевода «Бесед с Эдвардом Саидом». Кордова, Испания, 2011 год